# St Mawes
St Mawes är en by i Cornwall distrikt i Cornwall grevskap i England. Byn är belägen 12,9 km 
från Truro. Orten har 661 invånare (2015).